# Чёрная чайка
«Чёрная чайка» — советский приключенческий фильм 1962 года, ставший дебютной работой режиссёра Григория Колтунова.

## Сюжет
На территории послереволюционной Кубы мирные жители одной из рыбацких деревень пытаются вернуться к нормальной жизни. Но враги революции засылают в этот район диверсионный отряд, который убивает мирных жителей.
В центре повествования — рассказ о жизни мальчика Маноло, невероятного фантазёра, который иногда сам путается, что правда, а что ложь.
По территории Кубы гастролирует бродячий цирк, выступающий преимущественно в деревнях. В нём есть снайпер-стрелок, который всех поражает своей меткостью. Впоследствии он и оказывается вражеским диверсантом.

## В ролях
- Джейхун Джамаль — Маноло
- Николай Волков — Мануэль, дедушка Маноло, кубинский рыбак по прозвищу Чёрная чайка
- Юлия Севела — Мария, мать Маноло
- Алексей Локтев — Рамон, кубинский революционер, солдат береговой охраны
- Анатолий Адоскин — Антонио, командир кубинской береговой охраны
- Сергей Юрский — Снайпер, артист бродячего цирка, диверсант
- Эммануил Геллер — директор бродячего цирка
- Игорь Дмитриев — раненый диверсант
- Анатолий Подшивалов — Сардинка

## Съёмочная группа
- Режиссёр: Григорий Колтунов
- Сценарий: Григорий Колтунов
- Оператор: Дмитрий Месхиев
- Художник: Исаак Каплан
- Композитор: Антонио Спадавеккиа
- Звукооператор: Николай Косарев
- Директор фильма: Марк Рысс